# Giải bóng đá trong nhà nữ vô địch quốc gia 2023
Giải bóng đá trong nhà nữ vô địch quốc gia 2023 (hay còn được gọi là Giải Futsal nữ Vô địch Quốc gia 2023) là mùa giải lần thứ 2 của Giải Futsal nữ Vô địch Quốc gia do VFF tổ chức. Tất cả các trận đấu được tổ chức tại Nhà thi đấu thể thao tỉnh Hà Nam.

## Thay đổi trước mùa giải

### Thay đổi đội bóng

#### Đến giải
Đội bóng mới
- Thành phố Hồ Chí Minh
- Sơn Luxsen

Thay đổi tên gọi
- Thái Sơn Nam Quận 8 đổi tên thành Thái Sơn Nam–Thành phố Hồ Chí Minh
- Phong Phú Hà Nam 1 và Phong Phú Hà Nam 2 gộp lại thành Phong Phú Hà Nam

## Các đội bóng tham dự
Các đội bóng tham dự giải Futsal nữ Vô địch Quốc gia 2023:
- Thái Sơn Nam–Thành phố Hồ Chí Minh
- Phong Phú Hà Nam
- Hà Nội
- Thành phố Hồ Chí Minh
- Sơn Luxsen

## Thể thức thi đấu
5 đội bóng tham dự thi đấu vòng tròn một lượt để tính điểm xếp hạng. Các đội xếp thứ Ba và thứ Tư thi đấu trận tranh hạng Ba, xếp thứ Nhất và thứ Nhì thi đấu trận Chung kết.

## Bảng xếp hạng
| VT | Đội                                | ST | T | H | B | BT | BB | HS  | Đ  | Giành quyền tham dự hoặc xuống hạng |
| -- | ---------------------------------- | -- | - | - | - | -- | -- | --- | -- | ----------------------------------- |
| 1  | Thái Sơn Nam–Thành phố Hồ Chí Minh | 4  | 3 | 1 | 0 | 19 | 4  | +15 | 10 | Lọt vào trận Chung kết              |
| 2  | Phong Phú Hà Nam                   | 4  | 2 | 2 | 0 | 15 | 6  | +9  | 8  | Lọt vào trận Chung kết              |
| 3  | Hà Nội                             | 4  | 2 | 1 | 1 | 13 | 7  | +6  | 7  | Lọt vào trận tranh hạng ba          |
| 4  | Thành phố Hồ Chí Minh              | 4  | 1 | 0 | 3 | 4  | 10 | −6  | 3  | Lọt vào trận tranh hạng ba          |
| 5  | Sơn Luxsen                         | 4  | 0 | 0 | 4 | 4  | 28 | −24 | 0  |                                     |

### Tóm tắt kết quả
| Nhà \ Khách                        | HN  | PPHN | SL  | TSN | TPHCM |
| ---------------------------------- | --- | ---- | --- | --- | ----- |
| Hà Nội                             |     |      | 9–0 | 2–6 |       |
| Phong Phú Hà Nam                   | 1–1 |      |     |     | 4–1   |
| Sơn Luxsen                         |     | 2–8  |     | 0–8 |       |
| Thái Sơn Nam–Thành phố Hồ Chí Minh |     | 2–2  |     |     | 3–0   |
| Thành phố Hồ Chí Minh              | 0–1 |      | 3–2 |     |       |

### Tiến trình mùa giải
| Đội ╲ Vòng                         | 1 | 2 | 3 | 4 | 5 |
| ---------------------------------- | - | - | - | - | - |
| Hà Nội                             | H | N | T | T | B |
| Phong Phú Hà Nam                   | H | T | N | H | T |
| Sơn Luxsen                         | B | B | B | B | N |
| Thái Sơn Nam–Thành phố Hồ Chí Minh | N | T | T | H | T |
| Thành phố Hồ Chí Minh              | T | B | B | N | B |

### Vị trí các đội qua các vòng đấu
| Đội ╲ Vòng                         | 1      | 2 | 3 | 4 | 5 |   |
| ---------------------------------- | ------ | - | - | - | - | - |
| Đội ╲ Vòng                         | Hà Nội | 3 | 4 | 3 | 2 | 3 |
| Phong Phú Hà Nam                   | 2      | 1 | 2 | 3 | 2 |   |
| Sơn Luxsen                         | 5      | 5 | 5 | 5 | 5 |   |
| Thái Sơn Nam–Thành phố Hồ Chí Minh | 4      | 2 | 1 | 1 | 1 |   |
| Thành phố Hồ Chí Minh              | 1      | 3 | 4 | 4 | 4 |   |

## Trận tranh hạng ba
| Hà Nội                   | 1–2      | Thành phố Hồ Chí Minh                    |
| ------------------------ | -------- | ---------------------------------------- |
| Thanh Tâm hiệp 1' (l.n.) | Chi tiết | - Hoàng Thị Nương 5' - Thanh Như hiệp 2' |

## Chung kết
| Thái Sơn Nam–Thành phố Hồ Chí Minh                  | 6–0      | Phong Phú Hà Nam |
| --------------------------------------------------- | -------- | ---------------- |
| - Ngọc Hân 14', 14', 16', 19', 21' - Thanh Ngân 33' | Chi tiết |                  |

## Giải thưởng

### Danh hiệu tập thể
| Danh hiệu       | Phần thưởng                                        | Giải thưởng  | Đội chiến thắng                    |
| --------------- | -------------------------------------------------- | ------------ | ---------------------------------- |
| Vô địch         | + Cúp; + HC Vàng (1 bộ - 30 chiếc); + Bảng danh vị | 100.000.000đ | Thái Sơn Nam–Thành phố Hồ Chí Minh |
| Giải nhì        | + HC Bạc (1 bộ - 30 chiếc); + Bảng danh vị         | 80.000.000đ  | Phong Phú Hà Nam                   |
| Giải ba         | + HC Đồng (1 bộ - 30 chiếc); + Bảng danh vị        | 50.000đ      | Thành phố Hồ Chí Minh              |
| Giải phong cách | Bảng danh vị                                       | 30.000đ      | Thái Sơn Nam–Thành phố Hồ Chí Minh |

### Danh hiệu cá nhân
| Danh hiệu                             | Phần thưởng  | Giải thưởng | Người chiến thắng         | Câu lạc bộ                         |
| ------------------------------------- | ------------ | ----------- | ------------------------- | ---------------------------------- |
| Cầu thủ xuất sắc nhất                 | Bảng danh vị | 10.000.000đ | Nguyễn Thanh Hằng         | Thái Sơn Nam–Thành phố Hồ Chí Minh |
| Cầu thủ ghi nhiều bàn thắng nhất giải | Bảng danh vị | 10.000.000đ | Đinh Thị Ngọc Hân (9 bàn) | Thái Sơn Nam–Thành phố Hồ Chí Minh |
| Thủ môn xuất sắc nhất giải            | Bảng danh vị | 10.000.000đ | Ngô Nguyễn Thuỳ Linh      | Thái Sơn Nam–Thành phố Hồ Chí Minh |